# Loreley Express

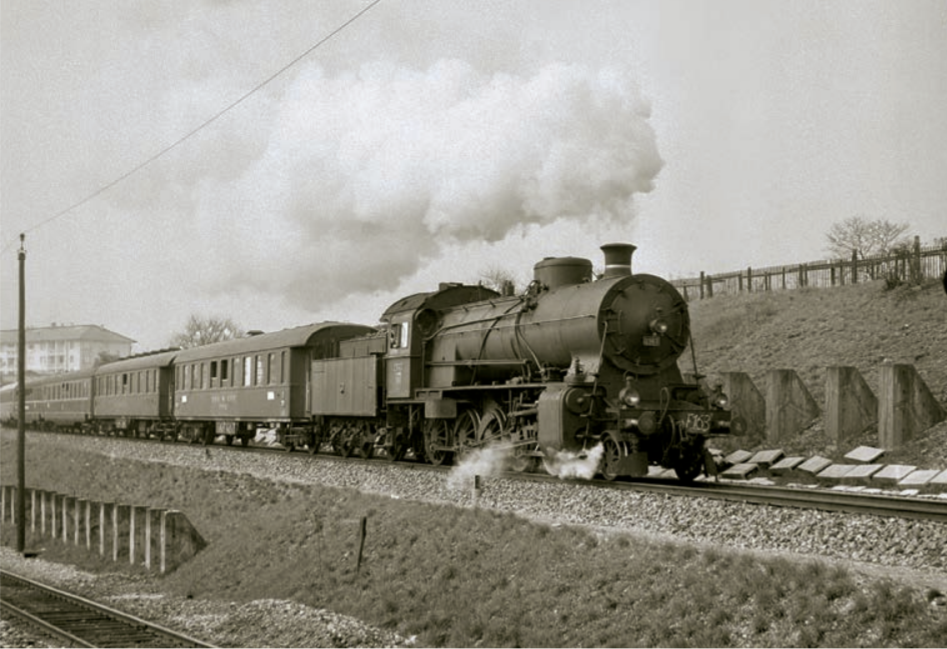
De Loreley Express in 1956

De Loreley Express was een D-trein tussen Hoek van Holland in Nederland en  Bazel Bad in Zwitserland.
Op 17 december 1946 reed er voor het eerst na de Tweede Wereldoorlog weer een internationale trein tussen Hoek van Holland en Bazel. De FD (Fern D-zug) 163/164 deed, als gevolg van oorlogsschade, 22 uur over het hele traject. Hierbij werd de route via Noord-Brabant gevolgd om via Venlo en Keulen bij de Rijn uit te komen en die te volgen tot Bazel.
In 1949 was het weer mogelijk om het hele traject overdag af te leggen. In 1951 werd de Rheingold nieuw leven ingeblazen en werd de naam Rheingold Express gebruikt voor de FD 163/164. Op 18 mei 1952 kwam een tweede D-trein de D 9/10, de Rheinpfeil op dezelfde route in dienst. In 1953 kreeg de D 9/10 de naam Rheingold Express en trein 163/164 reed sindsdien als Loreley Express.    